# Liga Nacional de Honduras 1986-87
La temporada 1986-1987 de la Liga Nacional de Fútbol de Honduras fue la vigésimo primera edición profesional de esta liga. 
El formato del torneo se mantuvo igual que la temporada anterior. C.D. Olimpia ganó el título y se clasificó a la Copa de Campeones de la Concacaf 1987 junto con el subcampeón Real C.D. España.

## Formato
Los diez participantes fueron divididos en dos grupos de cinco equipos cada uno; todos disputan la fase regular bajo un sistema de liga, es decir, todos contra todos a visita recíproca; con un criterio de puntuación que otorga:
- 2 puntos por victoria
- 1 punto por empate
- 0 puntos por derrota.

Clasifican a la disputa de la fase final por el título, el primer y segundo lugar de cada grupo. Los equipos clasificados juegan una cuadrangular y el ganador es el campeón del certamen.
En caso de concluir con dos equipos empatados para la clasificación, se procedería a un partido de desempate entre ambos conjuntos; de terminar en empate dicho duelo, se nombrará clasificado al equipo que obtuvo mayor diferencia de goles
El descenso a Segunda División corresponderá al equipo que acumulara la menor cantidad de puntos, y que por ende finalice en el último lugar de la fase regular. Para el descenso, se contempló un partido extra en caso de empate en puntos de uno o más equipos.

## Ascensos y descensos
| Ascendido de la Segunda División 1985-86 |
| ---------------------------------------- |
| EACI                                     |

| Descendido en la Liga Nacional 1985-86 |
| -------------------------------------- |
| UNAH                                   |

## Equipos participantes
| Equipo      | Sede           |
| ----------- | -------------- |
| EACI        | Olanchito      |
| Marathón    | San Pedro Sula |
| Motagua     | Tegucigalpa    |
| Olimpia     | Tegucigalpa    |
| Platense    | Puerto Cortés  |
| Real España | San Pedro Sula |
| Sula        | La Lima        |
| Tela Timsa  | Tela           |
| Victoria    | La Ceiba       |
| Vida        | La Ceiba       |

## Grupo A
| Pos. | Equipo   | Pts. | PJ | G  | E  | P  | GF | GC | Dif. |
| ---- | -------- | ---- | -- | -- | -- | -- | -- | -- | ---- |
| 1.   | Vida     | 35   | 27 | 12 | 11 | 4  | 32 | 14 | +18  |
| 2.   | Olimpia  | 33   | 27 | 10 | 13 | 4  | 25 | 19 | +6   |
| 3.   | Marathón | 31   | 27 | 7  | 17 | 3  | 26 | 19 | +7   |
| 4.   | EACI     | 22   | 27 | 6  | 10 | 11 | 16 | 22 | -6   |
| 5.   | Sula     | 22   | 27 | 6  | 10 | 11 | 27 | 39 | -12  |

|  | Clasifica a la cuadrangular final |

## Grupo B
| Pos. | Equipo      | Pts. | PJ | G | E  | P  | GF | GC | Dif. |
| ---- | ----------- | ---- | -- | - | -- | -- | -- | -- | ---- |
| 1.   | Real España | 30   | 27 | 9 | 12 | 6  | 25 | 23 | +2   |
| 2.   | Platense    | 28   | 27 | 8 | 12 | 7  | 27 | 25 | +2   |
| 3.   | Motagua     | 28   | 27 | 8 | 12 | 7  | 27 | 26 | +1   |
| 4.   | Victoria    | 21   | 27 | 5 | 11 | 11 | 23 | 30 | -7   |
| 5.   | Tela Timsa  | 20   | 27 | 5 | 10 | 12 | 20 | 31 | -11  |

|  | Clasifica a la cuadrangular final              |
|  | Partido por la clasificación a la cuadrangular |
|  | Desciende a Segunda División                   |

Clasificación a la cuadrangular
| 19 de octubre de 1986                | Platense | 5:3 | Motagua | Estadio Francisco Morazán, San Pedro Sula |  |
| Platense clasifica a la cuadrangular |          |     |         |                                           |  |

## Cuadrangular final
| Pos. | Equipo      | Pts. | PJ | G | E | P | GF | GC | Dif. |
| ---- | ----------- | ---- | -- | - | - | - | -- | -- | ---- |
| 1.   | Olimpia     | 10   | 6  | 4 | 2 | 0 | 8  | 3  | +5   |
| 2.   | Real España | 9    | 6  | 4 | 1 | 1 | 11 | 4  | +7   |
| 3.   | Vida        | 4    | 6  | 2 | 0 | 4 | 3  | 8  | -5   |
| 4.   | Platense    | 1    | 6  | 0 | 1 | 5 | 2  | 9  | -7   |

|  | Campeón y clasifica a la Copa de Campeones de la Concacaf 1987 |
|  | Clasifica a la Copa de Campeones de la Concacaf 1987           |

|                           |
| Olimpia Campeón 8° título |